# Liste der Bodendenkmäler in Bad Rodach
Auf dieser Seite sind die Bodendenkmäler in der oberfränkischen Stadt Bad Rodach zusammengestellt. Diese Tabelle ist eine Teilliste der Liste der Bodendenkmäler in Bayern. Grundlage ist die Bayerische Denkmalliste, die auf Basis des Bayerischen Denkmalschutzgesetzes vom 1. Oktober 1973 erstmals erstellt wurde und seither durch das Bayerische Landesamt für Denkmalpflege geführt wird. Die folgenden Angaben ersetzen nicht die rechtsverbindliche Auskunft der Denkmalschutzbehörde.

## Bodendenkmäler der Gemeinde Bad Rodach

### Bodendenkmäler im Ortsteil Breitenau
| Lage                 | Objekt | Akten-Nr.     | Bild |
| -------------------- | --- | ------------- | ---- |
| Breitenau (Standort) | Siedlung des Neolithikums. | D-4-5630-0018 |      |
| Breitenau (Standort) | Freilandstation des Mesolithikums. | D-4-5630-0021 |      |
| Breitenau (Standort) | Freilandstation des Mesolithikums. | D-4-5631-0001 |      |
| Breitenau (Standort) | Vorgängerbauten sowie Befunde des Mittelalters und der frühen Neuzeit im Bereich der Evangelisch-Lutherischen Kirche Unserer Lieben Frau von Breitenau. | D-4-5631-0057 |      |

### Bodendenkmäler im Ortsteil Elsa
| Lage            | Objekt | Akten-Nr.     | Bild |
| --------------- | --- | ------------- | ---- |
| Elsa (Standort) | Befunde des Mittelalters und der frühen Neuzeit im Bereich der Evangelisch-Lutherischen Pfarrkirche von Elsa mit ummauertem Kirchhof. | D-4-5630-0056 |      |
| Elsa (Standort) | Turmhügel des Mittelalters. | D-4-5630-0057 |      |

### Bodendenkmäler im Ortsteil Gauerstadt
| Lage                  | Objekt | Akten-Nr.     | Bild |
| --------------------- | --- | ------------- | ---- |
| Gauerstadt (Standort) | Siedlung der Linearbandkeramik und der Urnenfelderzeit.                                                                                | D-4-5630-0012 |      |
| Gauerstadt (Standort) | Siedlung der Linearbandkeramik und der Rössener Kultur sowie der römischen Kaiserzeit.                                                 | D-4-5630-0013 |      |
| Gauerstadt (Standort) | Siedlung der Hallstattzeit. | D-4-5630-0015 |      |
| Gauerstadt (Standort) | Freilandstation des Mesolithikums und Siedlung der Hallstattzeit.                                                                      | D-4-5630-0016 |      |
| Gauerstadt (Standort) | Siedlung der Hallstattzeit. | D-4-5630-0017 |      |
| Gauerstadt (Standort) | Siedlung vor- und frühgeschichtlicher Zeitstellung.                                                                                    | D-4-5630-0024 |      |
| Gauerstadt (Standort) | Vorgängerbau sowie Befunde des Mittelalters und der frühen Neuzeit im Bereich der Evangelisch-Lutherischen Pfarrkirche von Gauerstadt. | D-4-5630-0035 |      |
| Gauerstadt (Standort) | Bestattungsplatz mit Grabhügel vorgeschichtlicher Zeitstellung.                                                                        | D-4-5630-0059 |      |

### Bodendenkmäler im Ortsteil Grattstadt
| Lage                  | Objekt                                                                                          | Akten-Nr.     | Bild |
| --------------------- | ----------------------------------------------------------------------------------------------- | ------------- | ---- |
| Grattstadt (Standort) | Befunde der frühen Neuzeit im Bereich der Evangelisch-Lutherischen Filialkirche von Grattstadt. | D-4-5631-0059 |      |

### Bodendenkmäler im Ortsteil Heldritt
| Lage                | Objekt | Akten-Nr.     | Bild |
| ------------------- | --- | ------------- | ---- |
| Heldritt (Standort) | Bestattungsplatz mit Grabhügeln vorgeschichtlicher Zeitstellung.                                                                       | D-4-5630-0019 |      |
| Heldritt (Standort) | Befunde des Mittelalters und der frühen Neuzeit im Bereich der Evangelisch-Lutherischen Pfarrkirche St. Nikolaus von Heldritt.         | D-4-5630-0037 |      |
| Heldritt (Standort) | Vorgängerbauten sowie Befunde des Mittelalters und der frühen Neuzeit im Bereich des ehemaligen sog. Oberen Schlosses von Heldritt.    | D-4-5630-0038 |      |
| Heldritt (Standort) | Vorgängerbauten sowie Befunde des Mittelalters und der frühen Neuzeit im Bereich des abgegangenen sog. Unteren Schlosses von Heldritt. | D-4-5630-0039 |      |

### Bodendenkmäler im Ortsteil Mährenhausen
| Lage                    | Objekt                                                                     | Akten-Nr.     | Bild |
| ----------------------- | -------------------------------------------------------------------------- | ------------- | ---- |
| Mährenhausen (Standort) | Bestattungsplatz mit verebnetem Grabhügel vorgeschichtlicher Zeitstellung. | D-4-5631-0040 |      |
| Mährenhausen (Standort) | Mittelalterlicher Turmhügel                                                | D-4-5730-0001 |      |

### Bodendenkmäler im Ortsteil Oettingshausen
| Lage                      | Objekt | Akten-Nr.     | Bild |
| ------------------------- | --- | ------------- | ---- |
| Oettingshausen (Standort) | Bestattungsplatz mit Grabhügel vorgeschichtlicher Zeitstellung.                                                                          | D-4-5631-0002 |      |
| Oettingshausen (Standort) | Vorgängerbauten sowie Befunde des Mittelalters und der frühen Neuzeit im Bereich der Evangelisch-Lutherischen Kirche von Oettingshausen. | D-4-5631-0061 |      |

### Bodendenkmäler im Ortsteil Rodach
| Lage              | Objekt | Akten-Nr.     | Bild |
| ----------------- | --- | ------------- | ---- |
| Rodach (Standort) | Bestattungsplatz mit Grabhügeln vorgeschichtlicher Zeitstellung mit Bestattungen der mittleren Bronzezeit.                                   | D-4-5630-0001 |      |
| Rodach (Standort) | Bestattungsplatz mit Grabhügel vorgeschichtlicher Zeitstellung.                                                                              | D-4-5630-0002 |      |
| Rodach (Standort) | Mittelalterlicher Turmhügel. | D-4-5630-0003 |      |
| Rodach (Standort) | Vorgeschichtliche Siedlung. | D-4-5630-0010 |      |
| Rodach (Standort) | Vorgängerbau sowie Befunde des Mittelalters und der frühen Neuzeit im Bereich der evang.-Luth. Stadtpfarrkirche St. Johannis von Bad Rodach. | D-4-5630-0025 |      |
| Rodach (Standort) | Befunde der frühen Neuzeit im Bereich der Evangelisch-LutherischenFriedhofskirche St. Salvator von Bad Rodach.                               | D-4-5630-0026 |      |
| Rodach (Standort) | Befunde der frühen Neuzeit im Bereich des ehemaligen herzoglichen Jagdschlosses in Bad Rodach.                                               | D-4-5630-0027 |      |
| Rodach (Standort) | Befunde des Mittelalters und der frühen Neuzeit im Bereich der Kapelle St. Georg und abgegangenes mittelalterliches Kloster Rotha.           | D-4-5630-0028 |      |
| Rodach (Standort) | Mittelalterliche und frühneuzeitliche Stadtbefestigung von Bad Rodach.                                                                       | D-4-5630-0029 |      |
| Rodach (Standort) | Befunde des Mittelalters und der frühen Neuzeit innerhalb des befestigten Stadtkerns von Bad Rodach.                                         | D-4-5630-0030 |      |
| Rodach (Standort) | Befunde der frühen Neuzeit im Bereich der westlichen Vorstadt von Bad Rodach.                                                                | D-4-5630-0031 |      |
| Rodach (Standort) | Befunde der frühen Neuzeit im Bereich der nördlichen Vorstadt von Bad Rodach.                                                                | D-4-5630-0032 |      |
| Rodach (Standort) | Befunde der frühen Neuzeit im Bereich der östlichen Vorstadt von Bad Rodach.                                                                 | D-4-5630-0033 |      |

### Bodendenkmäler im Ortsteil Roßfeld
| Lage               | Objekt | Akten-Nr.     | Bild |
| ------------------ | --- | ------------- | ---- |
| Roßfeld (Standort) | Siedlung der Rössener Kultur. | D-4-5630-0005 |      |
| Roßfeld (Standort) | Mittelalterlicher Turmhügel. | D-4-5630-0006 |      |
| Roßfeld (Standort) | Mittelalterlicher Turmhügel. | D-4-5630-0007 |      |
| Roßfeld (Standort) | Vorgängerbauten sowie Befunde des Mittelalters und der frühen Neuzeit im Bereich der Evangelisch-Lutherischen Pfarrkirche von Roßfeld. | D-4-5630-0042 |      |

### Bodendenkmäler im Ortsteil Rudelsdorf
| Lage                  | Objekt                                                  | Akten-Nr.     | Bild |
| --------------------- | ------------------------------------------------------- | ------------- | ---- |
| Rudelsdorf (Standort) | Mittelalterlicher Turmhügel.                            | D-4-5630-0008 |      |
| Rudelsdorf (Standort) | Siedlung des Neolithikums und der römischen Kaiserzeit. | D-4-5630-0020 |      |

### Bodendenkmäler im Ortsteil Sülzfeld
| Lage                | Objekt                                               | Akten-Nr.     | Bild |
| ------------------- | ---------------------------------------------------- | ------------- | ---- |
| Sülzfeld (Standort) | Siedlung der Linearbandkeramik und der Metallzeiten. | D-4-5730-0002 |      |

### Bodendenkmäler im ehemaligen gemeindefreien Gebiet Gellnhausen
| Lage                                                                | Objekt                                | Akten-Nr.     | Bild |
| ------------------------------------------------------------------- | ------------------------------------- | ------------- | ---- |
| ehemaliges gemeindefreies Gebiet Gellnhausen Gellnhausen (Standort) | Mittelalterliche Wüstung Gellnhausen. | D-4-5630-0058 |      |